# Francesco I. d’Este
Francesco I. d’Este (* 6. September 1610 in Modena; † 14. Oktober 1658 in Santhià, Vercelli) war Herzog von Modena und Reggio aus dem Hause Este.

## Leben
D’Este war der älteste Sohn des Alfonso III. d’Este, ab 1628 Herzog von Modena und Reggio, und dessen Frau Isabella (1591–1626), einer Tochter des Herzogs Karl Emanuel I. von Savoyen. Seit dem Thronverzicht des Vaters am 25. Juli 1629 war er dessen Nachfolger. Sein Vater hatte sich in kirchliche Kreise zurückgezogen und lebte fortan als Fra Giambattista da Modena. Er hatte bereits im Flandernkrieg gekämpft und war 1628 in Deutschland, Frankreich und den Niederlanden gewesen. Seine Regentschaft fiel in eine dramatische und allgemein politisch instabile Zeit in ganz Europa. Der Dreißigjährige Krieg war in vollem Gange und erreichte die Grenzen seines Hoheitsgebiets. Wenige Monate nach seiner Thronbesteigung zahlte er eine große Summe, um sich von der Verpflichtung freizukaufen, die Landsknechte des Grafen Rambaldo von Collalto beherbergen zu müssen und damit in sein Land kommen zu lassen. Die seit 1629 im Gefolge der kaiserlichen Truppen von der Lombardei mitgebrachte Pestepidemie konnte er jedoch nicht fernhalten. Sie grassierte vom Frühling bis zum Herbst 1630 und dezimierte die Bevölkerung von Modena stark. 1630 heiratete er Maria Farnese, die Schwester des Herzogs Odoardo von Parma. Dadurch eröffnete sich ihm die Möglichkeit, das Fürstentum Correggio (1616–1635) zu erwerben. Von seinem Ausflug nach Madrid kehrte er jedoch wenig erfolgreich zurück, er hatte nur eine geringe Summe an Geld erhalten und sein Anspruch auf den Königstitel wurde ihm verweigert. Er wandte sich 1647 vom Haus Österreich ab und unterstützte nunmehr die Franzosen. Er sorgte dafür, dass sich sein Sohn Alfons IV. mit Laura Martinozzi, einer Nichte des Kardinals Jules Mazarin und Schwester der Prinzessin Anna Maria de Conti vermählte und erklärte sich offen zum Verbündeten des Hauses Savoyen im Krieg zwischen Frankreich und Österreich. Er wurde zum Generalissimus der französischen Armeen in Italien ernannt und eroberte 1658 Valenza von den Spaniern. Er galt als erfolgreicher Anführer und marschierte mit seiner Armee über Mantua an den Toren Mailands vorbei und durchquerte das Tessin. Anschließend belagerte er die Festung von Mortara, die ihm bis zum 25. August 1658 standhielt und zur Kapitulation gezwungen wurde. Doch auf dem Höhepunkt seines Ruhms erkrankte d’Este schwer. Er zog sich nach Santhià zurück, um Herzogs Karl Emanuel I. von Savoyen aufzusuchen, und starb am 14. Oktober im Alter von 48 Jahren, einem Monat und neun Tagen in den Armen seines Sohnes Almerigo im Beisein seiner Höflinge.

## Familie
Francesco I. war drei Mal verheiratet:
- 1631 mit Maria (geborene Farnese; 18. Februar 1615–25. Juli 1646), einer Tochter des Herzogs von Parma, Ranuccio I. Farnese und dessen Frau Margherita Aldobrandini.[4]
  - Alfonso d’Este (*/† 1632),
  - Alfonso IV. d’Este (1634–1662), Herzog 1658, ⚭ 1655 Laura Martinozzi (1635–1687), einer Tochter Geronimo Martinozzis,[5]
  - Isabella d’Este (1635–1666) ⚭ 18. Februar 1664 Ranuccio II. Farnese (1630–1694), Herzog von Parma,
  - Leonora d’Este (1639–1640),
  - Tedaldo d’Este (1640–1643),
  - Almerigo d’Este (1641–1660),
  - Eleonora d’Este (2. Januar 1643–24. Februar 1722), seit dem 3. Mai 1674 Nonne im Karmelitenkloster (Maria Francesca dello Spirito Santo) und Gründerin des Klosters Reggio Emilia[6]
  - Maria d’Este (8. Dezember 1644–20. August 1684.) ⚭ Oktober 1668 Ranuccio II. Farnese (1630–1694), Herzog von Parma,[7]
  - Tedaldo d’Este (*/† 1646).
- am 12. Februar 1648 mit deren Schwester Vittoria (geborene Farnese; 1618–1649).
  - Vittoria d’Este (1649–1656)
- am 14. Oktober 1654 mit Lucrezia (geborene Barberini; 3. November 1628–24. August 1699), einer Tochter Taddeo Barberinis.[8]
  - Rinaldo d’Este (1655–1737),[9] Kardinal 1686–1695, Herzog 1694 ⚭ 1696 mit Charlotte von Hannover (1671–1710), eine Tochter des Kurfürsten Johann Friedrich von Braunschweig-Lüneburg.

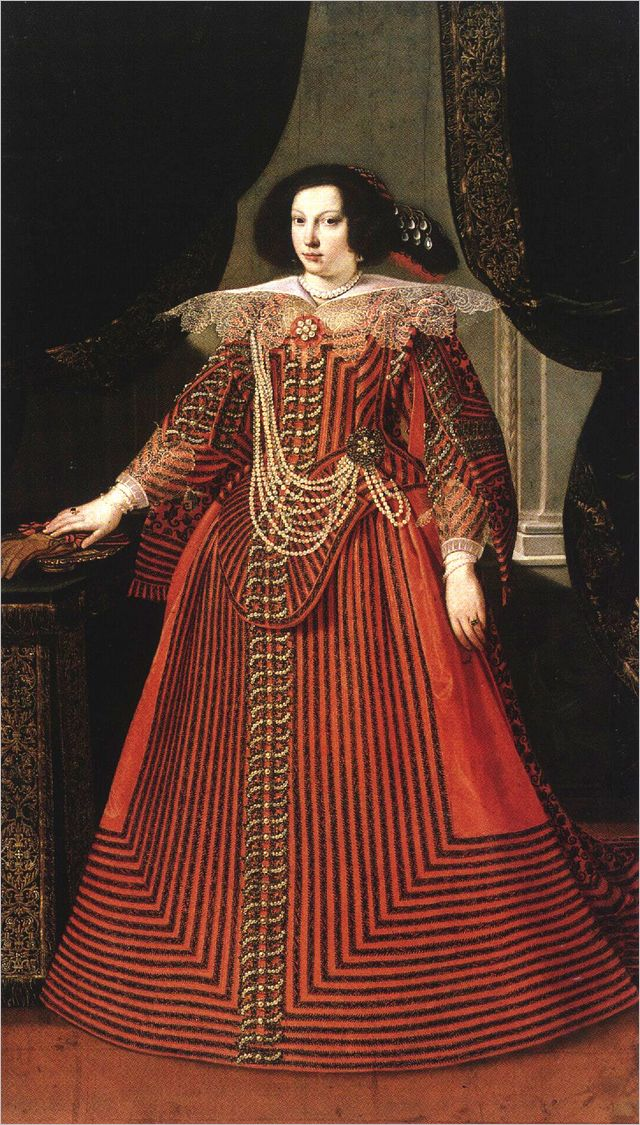
Maria Farnese, Francescos erste Ehefrau
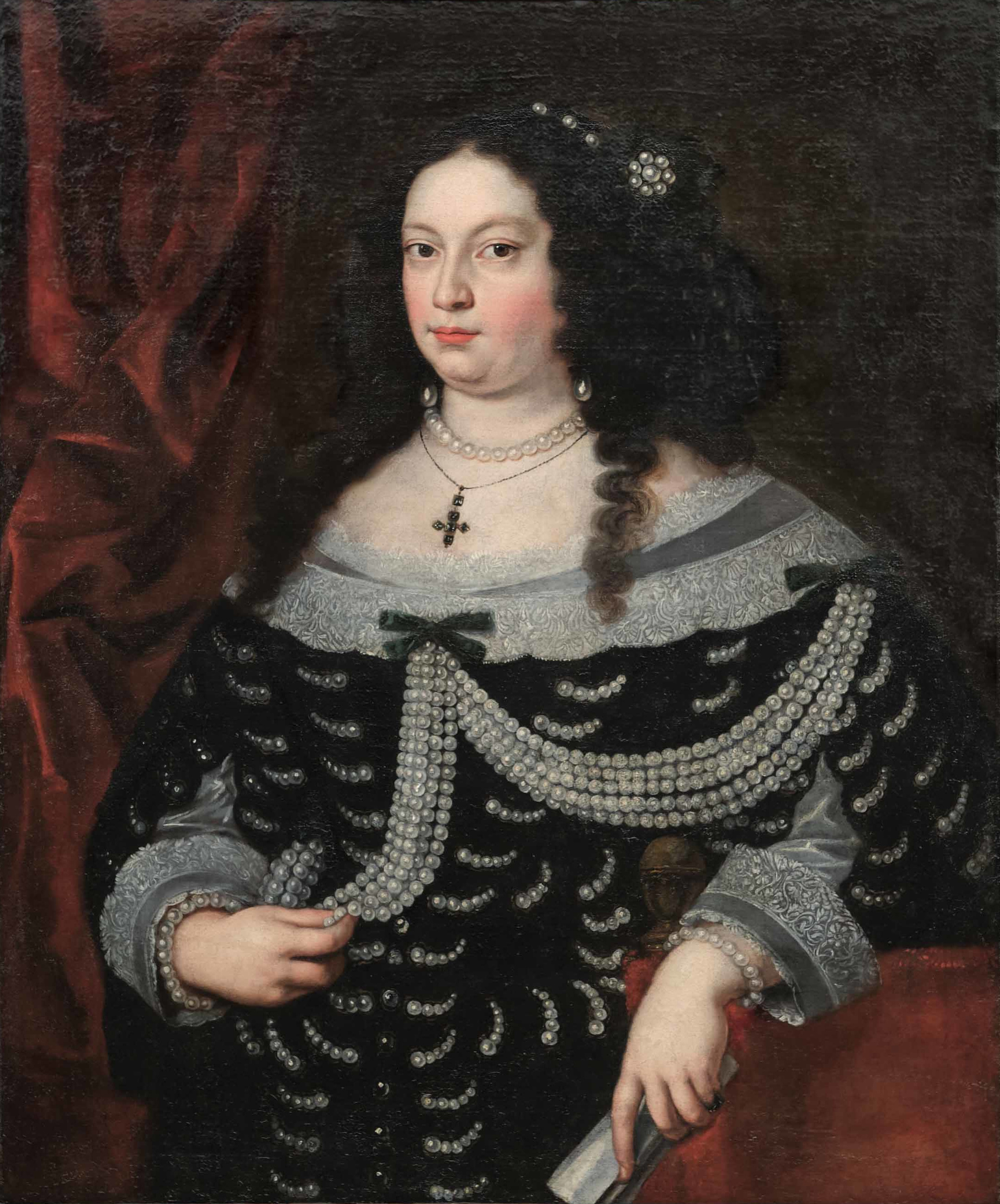
Vittoria Farnese, Francescos zweite Ehefrau
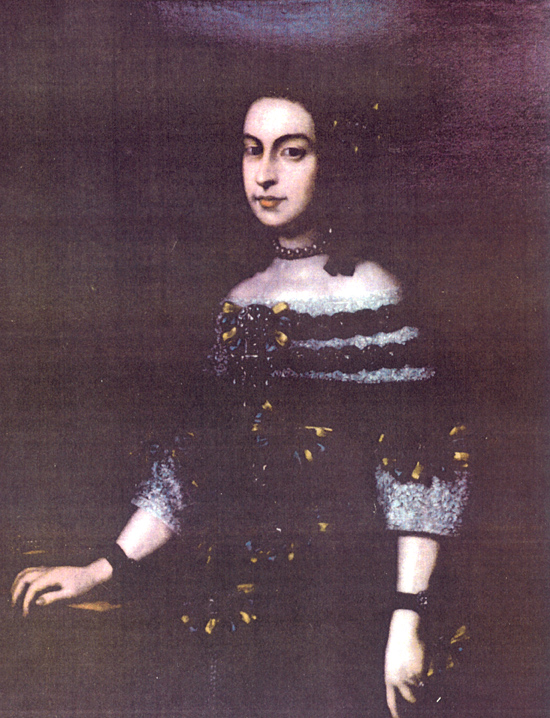
Lucrezia Barberini, Francescos dritte Ehefrau

## Kunstwerke (Auswahl)
D’Este wurde von zahlreichen Künstlern in Ölgemälden und Skulpturen porträtiert. Er war ein großer Kunstfreund, davon zeugt auch die Galleria Estense in Modena.
- Diego Velázquez (1599–1660) schuf 1638 ein Porträt, Jan van Gelder (1621–1685) ein Bildnis in ganzer Figur und Justus Suttermans (1597–1681) fertigte ein Familienbildnis mit seiner Frau Maria Farnese und ihren Kindern Isabella und Alfonso
- Der Bildhauer Gian Lorenzo Bernini (1598–1680) fertigte in den Jahren 1650 bis 1651 eine Büste von ihm nach Porträtbildnissen an, die den Fürsten im Profil oder von vorn zeigten, ohne ihn je persönlich gesehen zu haben.[10]
- Alessandro Lanci verfasste zur Hochzeit d’Estes mit Lucrezia Barberini eine Ode.[11]

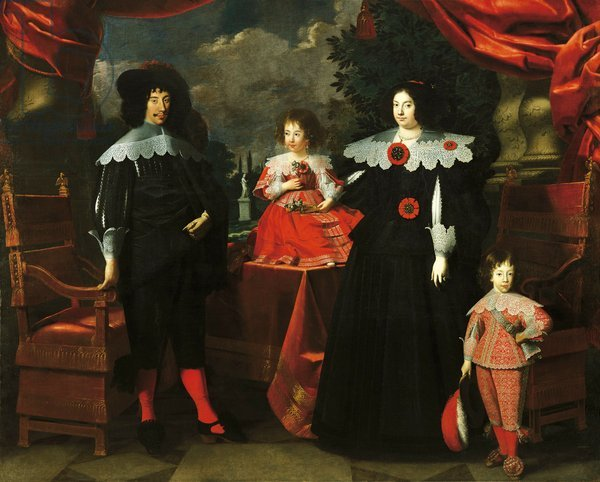
Francesco I. d’Este, Maria Farnese, Isabella und Alfonso

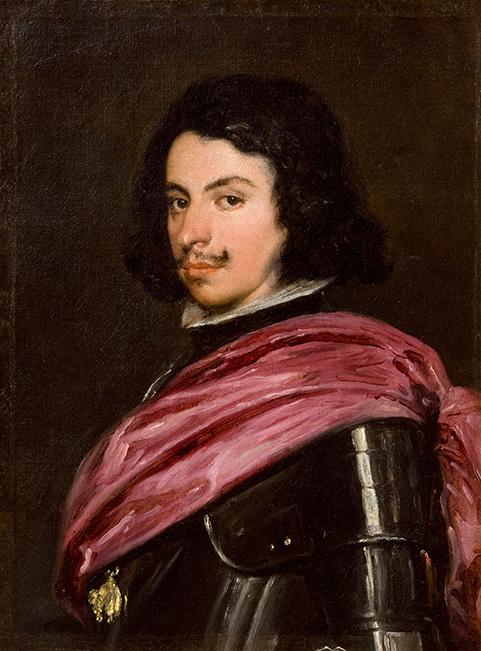
Bildnis von Velázquez
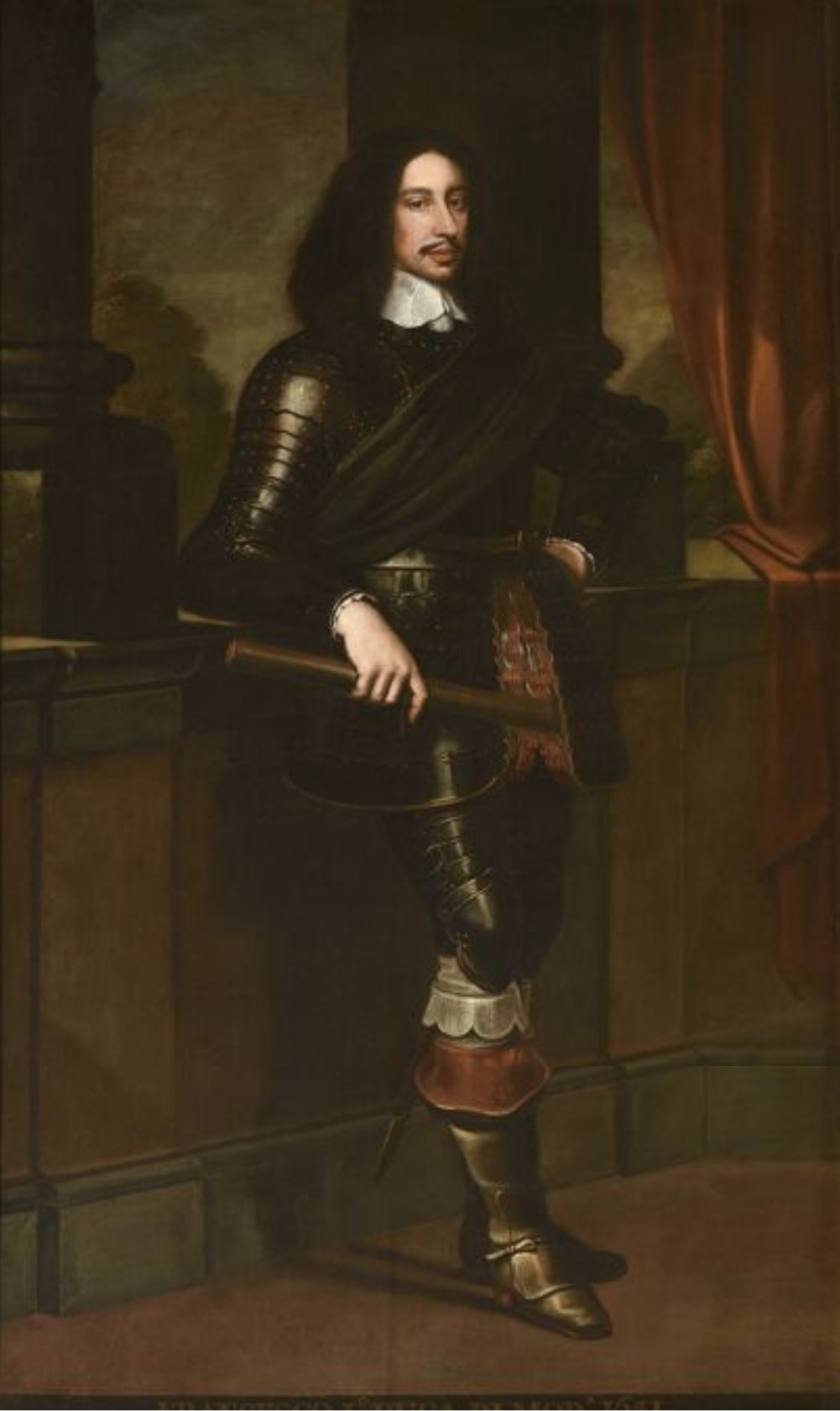
Bildnis von Jan van Ghelder
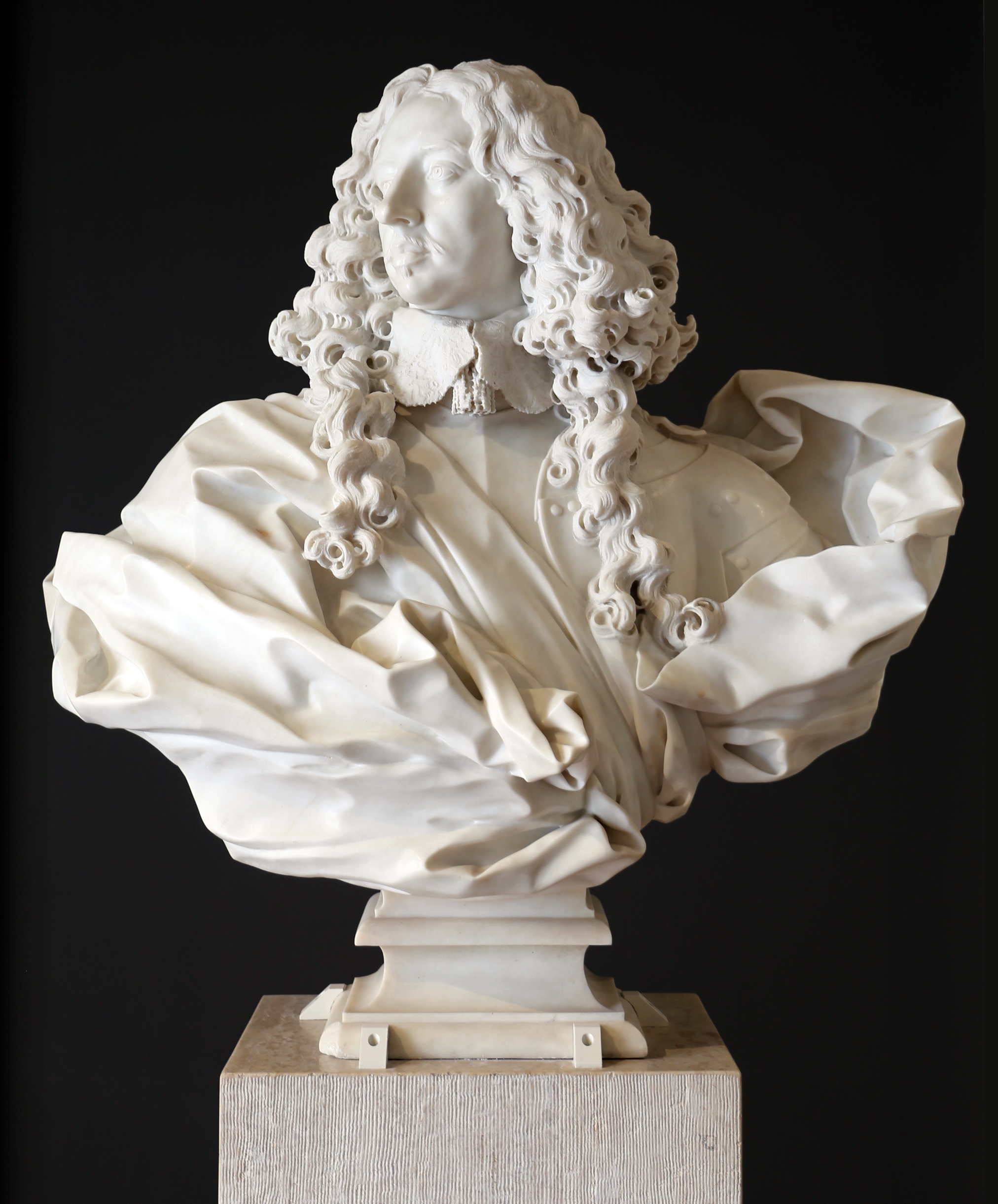
Marmorbüste von Bernini